# Колтушская возвышенность
Ко́лтушская возвы́шенность (Ко́лтушские высо́ты) — камовое плато в южной части Всеволожского района Ленинградской области. Входит в список Всемирного наследия ЮНЕСКО, объект № 540—032. Колтушская возвышенность. Ленинградская область, Всеволожский район, Колтуши. Решение было принято на 14-й сессии Комитета Всемирного наследия ЮНЕСКО, которая проходила с 7 по 12 декабря 1990 года в городе Банф (Канада).

## География
Расположена в Приневской низменности, имеет вид неправильной дуги.
Протяжённость с севера на юг — 25 км, от южной окраины города Всеволожска до деревни Манушкино и с запада на восток — 6 км, от деревни Хирвости до посёлка Воейково.

## Геология
Возвышенность сложена мелко и среднезернистыми песками. Максимальная высота камовых холмов достигает 78 м.
От окружающих низин камовое плато отделено абразионным уступом. Окружена частично мелиорированными болотистыми подножиями.
Имеется геологический памятник природы — склон камового плато с формами термокарста на северной окраине деревни Кальтино. Здесь склон Колтушской возвышенности изрезан западинами циркообразной формы, раскрывающимися в виде амфитеатров к шоссе, проходящему вдоль уступа.

## Гидрология
Изобилует бессточными реликтовыми озёрами, наиболее крупные из которых: Колтушское (площадь: 3 га; макс. глубина: 4 м.) и Воейковское.
С севера возвышенность ограничивает и отделяет от Румболовско-Кяселевской возвышенности, бассейн реки Лубья.
С восточной стороны к возвышенности примыкают частично мелиорированные болота Блудное и Гладкое, а между болотами и абразионным уступом расположены сточные озёра: 1-е Ждановское (Симоново) — исток реки Лубьи, 2-е Ждановское (Андроново), 3-е Лесное (Мальково), 4-е Лесное (Глухое), Горское, 1-е и 2-е Коркинские, 1-е и 2-е безымянные в Озерках.
С юга возвышенность ограничена болотистой низиной урочища Кулики.
С запада возвышенность окружают мелиорированные низины бывших торфоразработок, где берут начало реки: Лапка (исток к западу от Орово), Утка (к востоку от Уткиной Заводи), Оккервиль (исток в Карьер-Мяглово) и Зиньковка (исток к юго-западу от Всеволожска).

## Экология
Решением сессии Всеволожского городского Совета народных депутатов от 8 апреля 1993 года были утверждены список и схема размещения ценных природных объектов, подлежащих охране на территории района.
В списке природных объектов, требующих особой охраны, находится в том числе комплексный заказник «Колтушские высоты» (500 га) и расположенные в нём:
- термокарстовая котловина «Глубокая» в посёлке Воейково;
- бессточная термокарстовая котловина, простирающаяся от деревни Токкари до деревни Орово;
- термокарстовая котловина в деревне Лиголамби;
- участок лесного камового ландшафта в восточной части заказника;
- остепнённые склоны камов вдоль шоссе Колтуши — Всеволожск, являющиеся местами обитания редких видов птиц;
- искусственные посадки сосны веймутовой, сибирской лиственницы, широколиственных пород деревьев, орешника;
- озеро Круглое (северо-восточная часть заказника), местообитание редкого вида водной флоры — лобелии Дортмана;
- колонии ласточек-береговушек в небольшом карьере к востоку от Колтушского шоссе, места обитания зайца-русака, серой куропатки, садовой овсянки.

«Колтушские высоты» занесены как предлагаемый памятник природы в Красную книгу Ленинградской области.
Термокарстовые формы рельефа на Колтушском камовом плато занесены в перечень геологических объектов Ленинградской области, подлежащих изучению и признанных специалистами памятниками природы.
В феврале 2013 года администрация Ленинградской области приняла решение о создании особо охраняемой природной территории — заказника «Колтушские высоты» площадью 1179,5 гектаров.

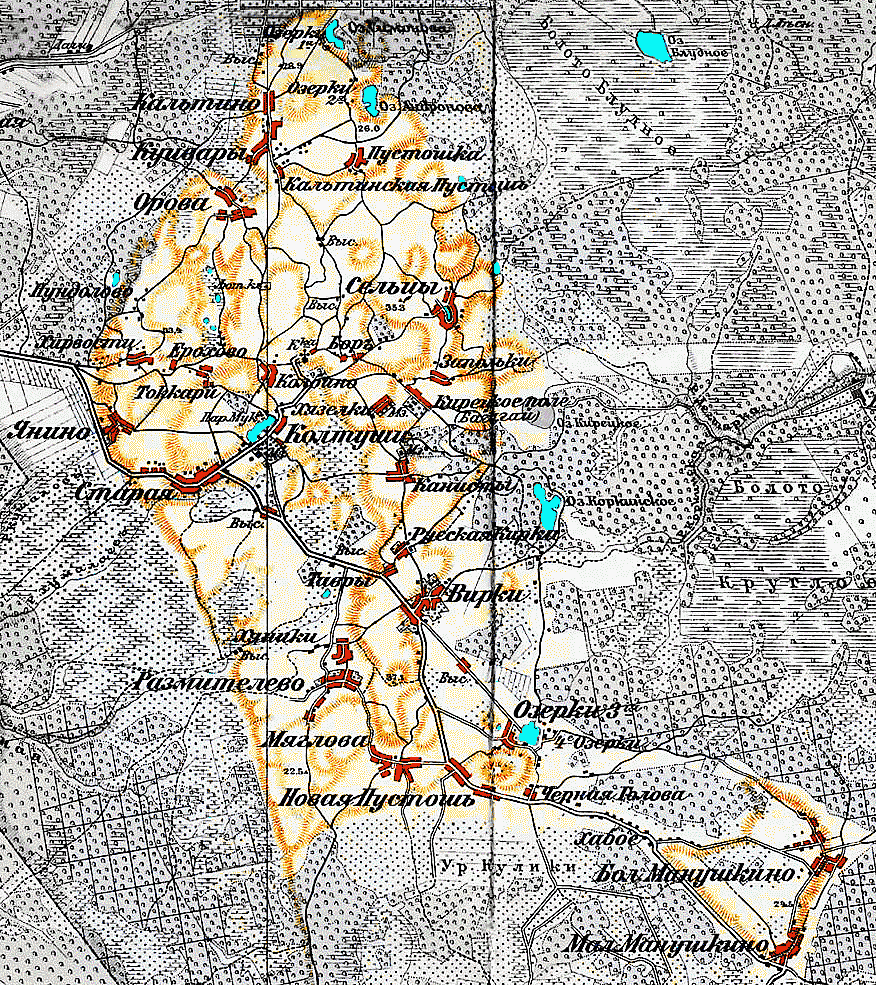
Фрагмент карты окрестностей Петрограда, включающий Колтушскую возвышенность. 1917 г.

## Экономика
Сохранившиеся леса занимают около 10 %.
Основная категория земель — земли сельскохозяйственного назначения, но объектов сельского хозяйства нет, поэтому режим использования земель Колтушской возвышенности в настоящее время повсеместно меняется, и земли реализуются под строительство коттеджей и добычу песка.
Добыча песка в районе деревни Красная Горка привела к вырубке леса и появлению на месте камовых холмов карьера глубиной более 10 метров.

## История
Первые поселения на Колтушской возвышенности упоминаются ещё в «Переписной окладной книге Водской пятины» 1500 года.
До 1942 года — место компактного проживания ингерманландских финнов.
В годы Великой Отечественной войны на Колтушских высотах размещались и проводили военные учения части Красной армии.

## Население
Населённые пункты, расположенные в северной части возвышенности, относятся к Колтушскому сельскому поселению, в южной — к бывшему Разметелевскому сельскому поселению, и три населённых пункта в западной части возвышенности — к Заневскому сельскому поселению.
На Колтушской возвышенности находятся 3 посёлка, 1 село, 30 деревень и 1 местечко, общей численностью населения — 15 тыс. человек.

## Спорт
Колтушская возвышенность очень живописна и популярна у любителей лыжных прогулок. На ней расположена единственная в регионе спортивная детско-юношеская школа олимпийского резерва по конному спорту.
Соревнования по спортивному ориентированию проводятся с 1980-х годов. С начала 1980-х годов и до 2007 года здесь проводились соревнования по мотокроссу и эндуро.
С 1996 года регулярно проводятся всероссийские и международные соревнования по маунтинбайку.
В июле 2014 года здесь прошли международные и всероссийские соревнования по дистанционным конным пробегам. С 2014 года проводятся соревнования по рогейну.

## Наука
В селе Павлово, названном в честь выдающегося русского физиолога И. П. Павлова, находится филиал института физиологии имени И. П. Павлова РАН.
В посёлке Воейково, названном в честь великого русского климатолога, географа и путешественника А. И. Воейкова, находится Центральная экспериментальная полевая база Главной геофизической обсерватории и магнитно-ионосферная обсерватория петербургского отделения ИЗМИР РАН.

## Фото

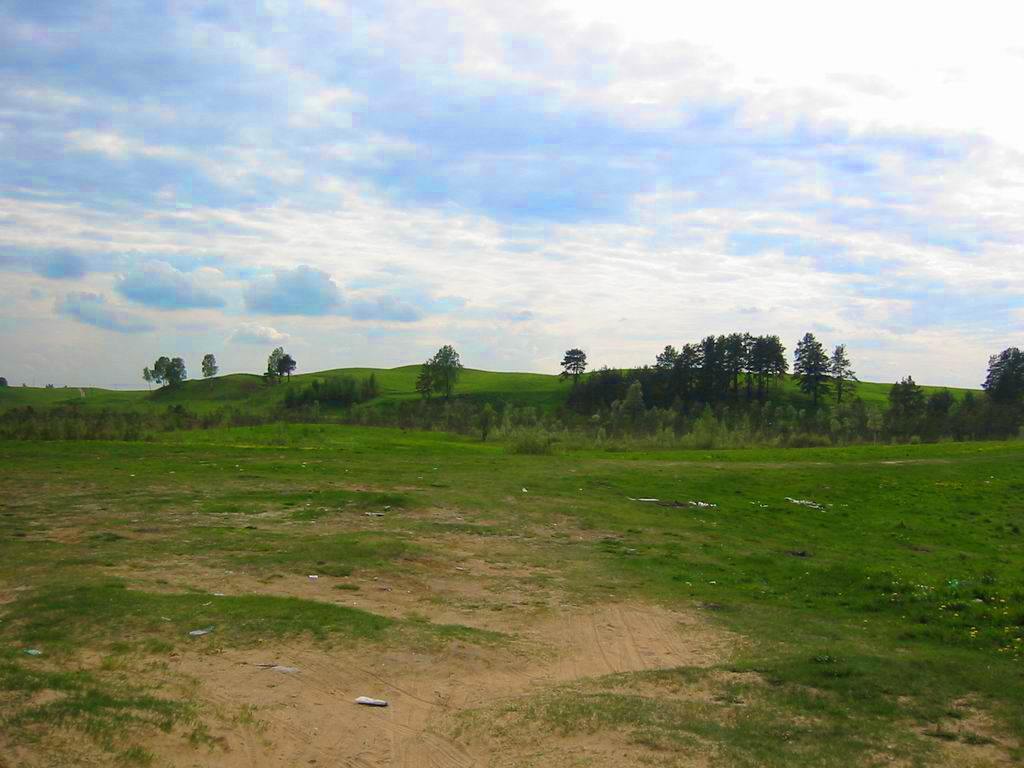
Колтушская возвышенность
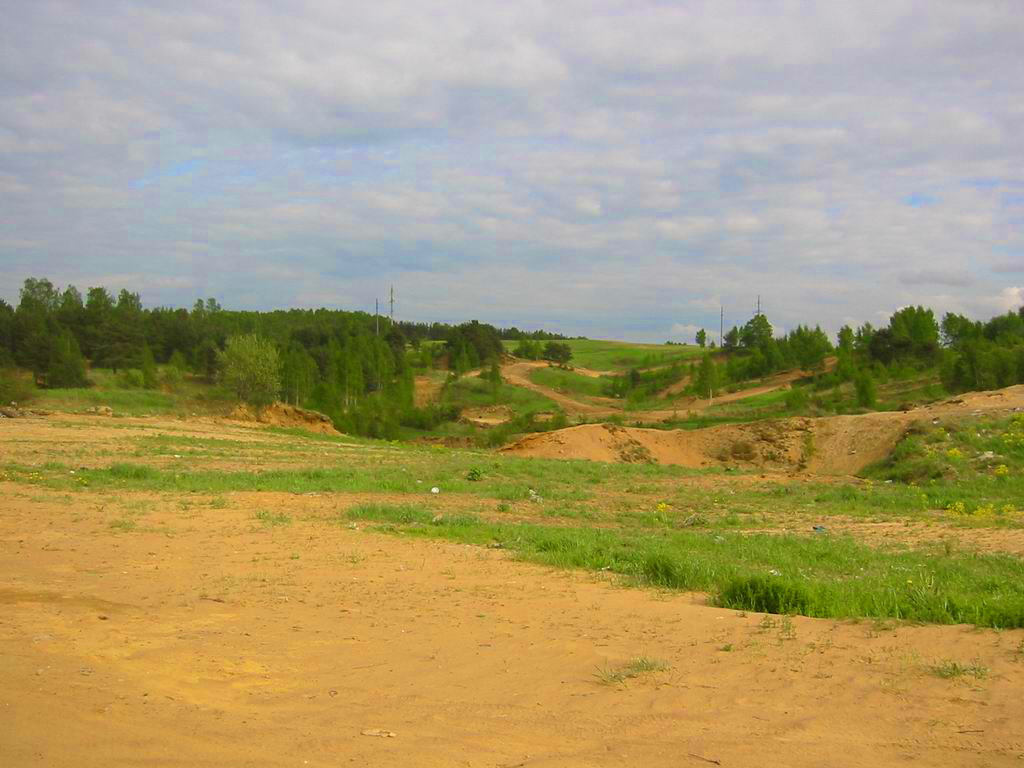
У деревни Токкари
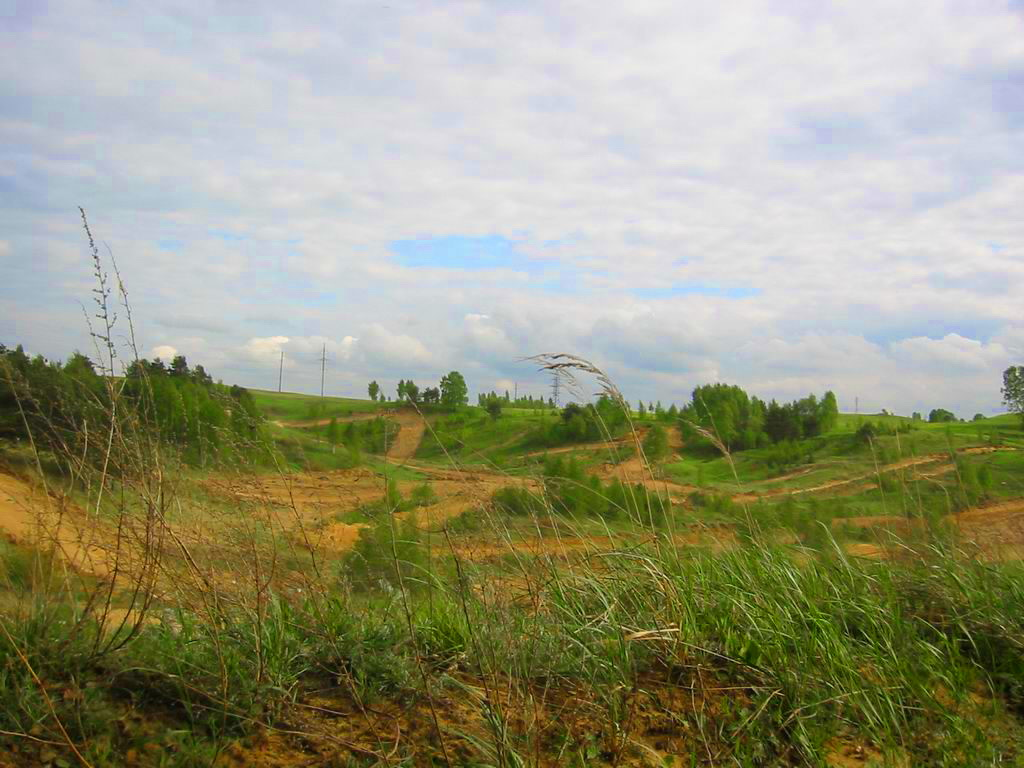
Мототрек